# Piccole volpi
Piccole volpi (The Little Foxes) è un film del 1941 diretto da William Wyler.
Trae origine dall'opera teatrale The Little Foxes di Lillian Hellman che andò in scena in prima il 15 febbraio 1939 al National Theatre di Broadway con Tallulah Bankhead, Carl Benton Reid, Patricia Collinge e Dan Duryea arrivando a 410 recite.
Nel 1946 la stessa autrice Lillian Hellman scrisse Another part of the forest che racconta come è nata la fortuna della famiglia Hubbard durante la guerra civile. Da questa opera nel 1948 venne realizzato il film Un'altra parte della foresta che quindi può essere considerato un prequel.

## Trama
Regina Hubbard Giddens lotta per la ricchezza e la libertà in un contesto sociale nei primi anni del Novecento dove i figli maschi sono considerati esclusivi eredi legittimi dei patrimoni di famiglia. Tant'è che i fratelli di Regina, Benjamin e Oscar, sono ricchi e indipendenti, mentre lei deve fare affidamento sul sostegno del marito Horace, malato e peraltro privo di ambizioni economiche.
Sposato con la sua tanto denigrata e alcolizzata moglie Birdie, esclusivamente per l'acquisizione delle piantagioni di cotone della sua famiglia, Oscar vuole unire le forze con Benjamin per costruire un grosso cotonificio. Avendo bisogno di un supplemento di 75 000 dollari da investire nel progetto, cercano di coinvolgere anche la sorella per far leva sul marito. Oscar propone inizialmente un matrimonio tra suo figlio Leo e la figlia di Regina – Alexandra, cugini di primo grado, come mezzo per convincere meglio il cognato, ma Horace e Alexandra si oppongono. Quando Regina chiede esplicitamente e con insistenza a Horace i soldi per entrare nell'affare, lui si rifiuta e Leo, sotto pressione del padre e dello zio, sottrae di nascosto delle obbligazioni a Horace dalla cassetta di sicurezza presso la banca in cui lavora. Horace scopre il furto, lo comunica alla moglie e quest'ultima, al fine di acquisire un'importante quota nell'investimento, trama di ricattare i fratelli. Ma Horace, per reazione all'avidità della moglie con la quale i rapporti si sono guastati da lungo tempo, sosterrà che le obbligazioni erano state prestate a Leo, con conseguente estromissione definitiva di Regina dall'affare. All'improvviso Horace ha un attacco di cuore, favorito dal mancato intervento volontario di lei, così egli muore senza che nessuno sappia le sue intenzioni, permettendo a Regina di ricattare i fratelli.
Seguirà la fuga da casa di Alexandra con il giornalista David, suo innamorato, per il disgusto provato a causa degli eventi di cui comincia a rendersi conto a seguito della morte del padre.

## Riconoscimenti
- 1942 - Premio Oscar
  - Nomination Miglior film alla Samuel Goldwyn Production
  - Nomination Migliore regia a William Wyler
  - Nomination Miglior attrice protagonista a Bette Davis
  - Nomination Miglior attrice non protagonista a Patricia Collinge
  - Nomination Miglior attrice non protagonista a Teresa Wright
  - Nomination Migliore sceneggiatura non originale a Lillian Hellman
  - Nomination Migliore scenografia a Stephen Goosson e Howard Bristol
  - Nomination Miglior montaggio a Daniel Mandell
  - Nomination Miglior colonna sonora a Meredith Willson
- 1941 - National Board of Review Award
  - Migliori dieci film

## Versioni italiane
Di questo film esistono due versioni italiane, ossia l'originale eseguito dalla CDC negli anni quaranta (con Bette Davis stranamente doppiata da Evi Maltagliati anziché da una delle sue voci ufficiali: Lydia Simoneschi e Andreina Pagnani) e un ridoppiaggio televisivo anni settanta a cura della CVD con dialoghi di Alberto Toschi e direzione del doppiaggio di Gianni Bonagura. Il DVD utilizza per l'audio italiano la seconda versione, essendo evidentemente la prima di difficile se non impossibile reperimento.
Il ridoppiaggio datato 1973 si rese necessario, perché nella prima edizione uscita nel 1948 dove venne scritturata dalla CDC l'attrice di teatro Evi Maltagliati, il film era stato tagliato di oltre 20 minuti.